# Labadie Collection
Labadie Collection (pol. Kolekcja Labadiego) – zbiór biblioteczny na Uniwersytecie Michigan będący kolekcją rzadkich pism zebranych przez anarchistę z Detroit – Josepha Labadie. Jest uznawany za jedną z najbardziej kompletnych na świecie kolekcji materiałów dokumentujących historię anarchizmu i innych ruchów radykalnych od XIX wieku do czasów współczesnych.

## Historia

### Początki
Kolekcja stała się częścią Biblioteki Zbiorów Specjalnych (wówczas nazywanej Salą Rzadkich Książek) w 1964. Nazwana jest na cześć indywidualistycznego anarchisty Josepha Labadie. Z pomocą swojej oddanej żony, Sophie, Labadie zebrał i starannie przechował ogromną ilość literatury na temat ruchów społecznych od lat 70. XIX wieku do swojej śmierci w 1933, w tym swoje własne pisma i publikacje. Chociaż oferty wobec tej unikalnej i cennej kolekcji napłynęły z kilku instytucji, w tym z Uniwersytetu Wisconsin, "Jo", jak nazywano Josepha, nalegał, by trafiła ona na Uniwersytet Michigan. Nie tylko chciał, aby była ona bliżej niego, ale także czuł, że konserwatywna instytucja z Michigan potrzebuje ideologicznej równowagi w swoich zbiorach. W liście z 1912 do Johna R. Commonsa z Uniwersytetu Wisconsin, Labadie dziękował mu za próbę pozyskania jego kolekcji i napisał:

Uznałem, że powinna ona trafić tam, gdzie jest najbardziej potrzebna – do starego, porośniętego mchem Michigan – konserwatywnej, reakcyjnej, czasem nieokrzesanej okolicy [...] Wiem, jak dobrze poradzilibyście sobie z nią Wy, ekipa z Wisconsin, ale jeśli weźmiecie pod uwagę, jakim światłem będzie ona dla Uniwersytetu Michigan, wiem, że wasze zrozumienie zaaprobuje moje postępowanie w tej sprawie.

Dokładna wielkość jego wkładu nie jest znana, ale pierwszy transport przybył w 1912 w około 20 skrzyniach. Oprócz materiałów powstałych na maszynie drukarskiej Labadiego i jego obszernej korespondencji, były to książki, broszury, regulaminy, gazety, biuletyny, ogłoszenia, legitymacje członkowskie, fotografie, ulotki i odznaki odzwierciedlające jego działalność w różnych ruchach robotniczych i strajkowych. Chociaż Rada Uczelni łaskawie przyjęła dar, konserwatywna administracja biblioteki nie wiedziała, co zrobić z tym radykalnym zbiorem literatury. Przez wiele lat po złożeniu materiałów w Bibliotece nie zrobiono z nimi zupełnie nic. Potrzebujący badacze otrzymywali klucz i byli odsyłani do zamkniętej skrytki, w której znajdowały się pudła z materiałami niedostępnymi, nieopracowanymi i nieskatalogowanymi. Zbiory zostały skazane na zapomnienie.

### Agnes Inglis
Materiały mogły być całkowicie zapomniane, gdyby nie prominentna działaczka z Detroit, Agnes Inglis, która rozpoczęła badania w Kolekcji Labadiego na początku lat 20. Inglis już wcześniej była zaangażowana w radykalną działalność polityczną, organizując wykłady dla Emmy Goldman, innych anarchistów i IWW, zbierając poparcie dla kwestii pracownicznych i swobód obywatelskich, a także pomagając, a nawet wpłacając kaucję za osoby łamiące prawo poborowe i więźniów politycznych z czasów I wojny światowej. Jej rodzina zredukowała jej finanse do skromnego stypendium, aby nie roztrwoniła spadku na radykalne cele, do czego była skłonna.
Inglis znała się z Jo i Sophie Labadie i wiedziała o ich darowiźnie dla Biblioteki. Po pierwszym spotkaniu z kolekcją górę wziął jej wrodzony instynkt organizatorski i została, by "uporządkować" materiały i wprowadzić trochę ładu do chaosu. Ta decyzja zmieniła jej życie, gdyż pozostała w opiece nad kolekcją przez ponad 20 lat, stając się jej nieoficjalną kuratorką. Inglis poświęciła swój czas, pracując bez jakiegokolwiek wynagrodzenia, z wyjątkiem jednego krótkiego okresu, kiedy otrzymała niewielkie stypendium.
Inglis zmarła 29 stycznia 1952 w wieku 81 lat. Pomimo obietnicy dr Warner Rice, nowego głównego bibliotekarza, że biblioteka będzie nadal poszerzać kolekcję, Inglis nie została zastąpiona przez wiele lat. Kolekcja była zaniedbywana, a co gorsza, niszczona przez pozbawionych nadzoru mecenasów, którzy mieli swobodny dostęp do jej starannie skatalogowanej zawartości. Z powodu tego nadużycia, precyzyjny system Inglis został utracony na zawsze (choć jej karty indeksowe, w większości zapisane odręcznie notatkami i analizami, są nadal w użyciu, złożone w starym katalogu kart).

### Edward Weber
W 1960 Edward Weber, który pracował jako bibliotekarz w dziale nauk społecznych, został przydzielony na pełny etat do kolekcji Labadiego. Weber wpisał się w ducha kolekcji i kontynuował jej tradycję. Wniósł również swoje własne zainteresowania społeczno-polityczne, które obejmowały radykalne poglądy co do wolności seksualnej, wyzwolenia osób homoseksualnych, promocja wolnomyślicielstwa i swobód obywatelskich. Ponieważ nie było jeszcze budżetu na zakup książek, Weber polegał na darowiznach i życzliwych pracownikach biblioteki, którzy "regulowali" konta i wprowadzali do zbiorów literaturę wywrotową. Weber był zdecydowanym krytykiem cenzury i ignorancji, a także płodnym autorem listów, a obszerna korespondencja, którą prowadził przez 40 lat swojej kadencji, sprawiła, że kolekcja stale się powiększała.
W 1964 szef biblioteki uniwersyteckiej, Frederick H. Wagman, zainspirowany pracą Ralpha Ellswortha na Uniwersytecie Iowa, polecił Weberowi, by zaczął zbierać materiały dotyczące zarówno prawicy, jak i lewicy, więc biblioteka trafiła na listy mailingowe niektórych organizacji białych supremacjonistów i ultrakonserwatystów. Weber zaczął poszerzać tematykę kolekcji, aby odzwierciedlić zmieniające się czasy i ruchy. Jego pomysłowość i znajomości zarówno w bibliotece, jak i poza nią, pomogły w sprowadzeniu materiałów, których nie gromadziło wówczas wiele innych instytucji: broszur i plakatów z ruchów studenckich, gejowskich, praw obywatelskich, antywojennych, ruchów wyzwolenia czarnych, meksykanów i kobiet, a także podziemnych gazet, ulotek, przypinek politycznych i innych rzadkości. Dopiero w połowie lat 70. XX wieku kolekcja Labadiego otrzymała wreszcie budżet książkowy. Weber po raz pierwszy w historii kolekcji mógł dokonywać legalnych zakupów.
W 1994 Julie Herrada została zatrudniona jako asystent kuratora i pierwszy przeszkolony archiwista do kolekcji Labadiego. Kiedy Weber odszedł na emeryturę w 2000, Herrada przejęła funkcję kuratora.

## Zawartość
Kolekcja zawiera obecnie ponad 50 000 książek, 8 000 serii (w tym blisko 800 bieżących prenumerat czasopism), nagrania magnetofonowe przemówień, debat, piosenek i historii mówionych, nuty, przypinki, plakaty, fotografie i komiksy. Na stronie internetowej kolekcji można obejrzeć ponad 900 fotografii, przeczytać opisy ponad 100 zbiorów archiwalnych, zapoznać się z listą niektórych materiałów niedrukowanych, obejrzeć wystawy online, a także przejrzeć katalog blisko 9000 kartotek tematycznych, zawierających broszury, ulotki, wycinki i inne efemerydy.
Od czasu jej powstania w 1911 setki osób dokładało się do zbiorów biorąc materiały ze strychów, garaży, piwnic, a nawet w cel więziennych. Oprócz tematyki anarchizmu, w którym kolekcja przoduje, inne tematy obejmują socjalizm, komunizm, prymitywizm, tematykę pracowniczą (zwłaszcza przełom XIX i XX wieku), wolność seksualną (w tym ruch wyzwolenia osób homoseksualnych), wyzwolenie zwierząt, feminizm, ekologię, młodzież i protesty studenckie, cenzurę, ruchy wyzwolenia czarnoskórych, ruchy antywojenne i pacyfistyczne oraz radykalną prawicę. Po aresztowaniu Teda Kaczynskiego, znany również jako Unabomber, oficjalnie wyznaczył Uniwersytet Michigan jako odbiorcę swoich pism, listów i innych dokumentów do kolekcji. Pisma Kaczynskiego, które kolekcja zgodziła się wziąć w 2000, należą do najpopularniejszych archiwów w zbiorach specjalnych Uniwersytetu Michigan.
Katalog online uniwersytetu zawiera zbiory kolekcji. Część zbiorów została zdigitalizowana w celu udostępnienia ich online.